# Claffo

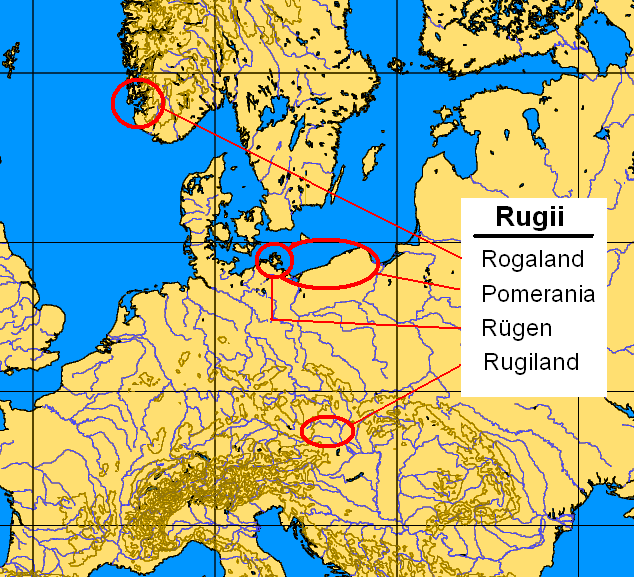
Localisation du ' au Ve siècle.

Claffo ou Claffon est le sixième roi des Lombards. Il règne à la fin du Ve siècle et/ou au début du VIe siècle, à une époque où les Lombards vivent dans le « Pays des Ruges » (Rugiland (en)), en actuelle Autriche.
Paul Diacre, auteur d'une Histoire des Lombards, ne dit quasiment rien sur Claffo, sinon qu'il était le fils et le successeur du roi Goduoc.
Il a pour successeur son fils Tatto.

## Sources
- Paul Diacre, Histoire des Lombards, Livre I, XX.